# Lampropeltis ruthveni
Espèce
Statut de conservation UICN

 NT  : Quasi menacé
Lampropeltis ruthveni est une espèce de serpent de la famille des Colubridae.

## Répartition
Cette espèce est endémique du Mexique. Elle se rencontre dans les États de Hidalgo, Jalisco, Michoacán et Querétaro.

## Étymologie
Son nom d'espèce, ruthveni, lui a été donné en l'honneur d'Alexander Grant Ruthven (1882-1971), herpétologiste américain.

## Publication originale
- Blanchard, 1920 : A synopsis of the king snakes: Genus Lampropeltis Fitzinger. Occasional Papers of the Museum of Zoology, University of Michigan, vol. 87, p. 1-7 (texte intégral).